# Adrian Klepczyński
Adrian Klepczyński (* 1. April 1981 in Częstochowa, Polen) ist ein polnischer Fußballspieler, der derzeit bei Raków Częstochowa aktiv ist.

## Karriere
Klepczyński begann seine Profikarriere bei seinem Heimatverein Raków Częstochowa, ehe er in der Winterpause der Saison 2000/01 zu Warta Działoszyn wechselte. Dort hielt es ihn nur ein halbes Jahr und so wechselte er im Sommer 2001 zu RKS Radomsko, wo er bis Ende 2003 tätig war. Da er dort nicht über die Rolle des Ergänzungsspielers hinauskam und mehr Spielpraxis sammeln wollte, wechselte er zur Winterpause zu Stal Głowno und ging von da aus dann im Sommer 2004 zu Widzew Łódź in die Ekstraklasa. Nachdem 2006 sein Vertrag dort ausgelaufen war, wechselte er zum Aufsteiger Polonia Bytom. Mit Polonia Bytom stieg Klepczyński in der Saison 2006/07 in die Ekstraklasa auf. Drei Jahre später wechselte er dann zum Zweitligisten Piast Gliwice, wo er heute noch aktiv ist. Dort wurde er in der Saison 2012/2013 mit dem Verein aus Oberschlesien überraschend Tabellenvierter und qualifizierte sich damit für die Qualifikationsrunde der UEFA Europa League 2013/14.